# 田原坂站
田原坂站（日语：／ Tabaruzaka eki */?）是位於熊本縣熊本市北區植木町轟，九州旅客鐵道（JR九州）的鹿兒島本線車站。

## 歷史
- 1943年（昭和18年）10月1日 - 鐵道省開設田原坂號誌站。同日，也開設西里號誌站，為西里站的前身。而西里號誌站先行於1954年（昭和29年）升級至西里站。
- 1965年（昭和40年）10月1日 - 田原坂號誌站升級至田原坂站。
- 1987年（昭和62年）4月1日 - 伴隨國鐵分割民營化，車站由九州旅客鐵道（JR九州）營運。
- 2011年（平成23年）3月12日  - 隨著快速「熊本快車」開始運行，沒有普通列車會通過此站。
- 2012年（平成24年）12月1日  - 此站可以使用IC卡「SUGOCA」[2]。
- 2015年（平成27年）3月14日  - 隨著時間表修正，新設「月台編號」。取消快速「熊本快車」，再次設有於此站通過的普通列車。
- 2018年（平成30年）3月17日  - 當日起再沒有普通列車會通過此站，所有普通列車（包括區間快速）停此站。

## 車站構造
車站是一座地面車站，設有2面2線的相對式月台。各月台之間設有跨線橋連接。車站建設在斜坡上，設有斜道。
此站是一座無人車站。與其他鹿兒島本線的無人車站相異，此站沒有安裝自動售票機（但是又與日豐本線龍水站相異，此站可使用SUGOCA）。

### 月台
| 月台 | 路線        | 上下行 | 方向                   | 備註            |
| ---- | ----------- | ------ | ---------------------- | --------------- |
| 1    | ■鹿兒島本線 | 上行   | 大牟田、鳥栖、博多方向 | ※車站大樓一方   |
| 2    | ■鹿兒島本線 | 下行   | 熊本、八代方向         | ※田原坂公園一方 |

※ 2015年（平成27年）3月修正前沒有月台編號

## 使用狀況
在2016年度，1日平均乘車人次為24人。由於車站位於山區，較少民居，因此使用人次極少。

## 車站周邊
車站周邊在山間，設有農田和果園。在東邊的山丘設有村落，在更東邊在植木市。車站東側約800米設有產交巴士七本巴士站，設有巴士路線連接熊本櫻町巴士總站和植木町。
- 熊本縣道31號熊本田原坂線（日语：熊本県道31号熊本田原坂線）
- 西安寺五輪塔群
- 田原坂西南戰爭古戰場[1]
- 山鹿鹿本廣域行政事務組合回收廣場

## 相鄰車站
九州旅客鐵道
■鹿兒島本線
■區間快速、■普通
木葉－田原坂－植木

## 注腳
1. 1 2 3 4 5 6 7  . 週刊朝日百科. 33号 熊本駅・嘉例川駅・大畑駅ほか. 朝日新聞出版. 2013-03-31: 23.
2. ↑  . 交通新聞 (交通新聞社). 2012-12-04: 1.
3. ↑  .   [2020-04-04]. （原始内容存档于2017-09-27）.

## 外部連結
- JR九州 – 田原坂車站 （页面存档备份，存于）（日語）